# Expédition McClure
L'expédition arctique McClure ou expédition McClure est, en 1850, l'un des efforts britanniques pour déterminer le sort de l'expédition Franklin.
Dirigée par Robert McClure, elle se distingue comme le voyage au cours duquel l'explorateur est devenu la première personne à confirmer et à transiter le passage du Nord-Ouest par une combinaison de voyages en mer et à terre.